# Il settimo peccato
Il settimo peccato (The Seventh Sin) è un film del 1957 diretto da Ronald Neame.

## Produzione
Vincente Minnelli sostituì Neame in quanto malato, ma non fu accreditato.